# Дерезівка (зупинний пункт)
Дерезі́вка — пасажирська зупинна залізнична платформа Лиманської дирекції Донецької залізниці.
Розташована в с. Нікополь, Ізюмський район, Харківської області на лінії Слов'янськ — Лозова між станціями Гусарівка (1 км) та Барвінкове (9 км).
Станом на початок 2016 р. через платформу слідують приміські електропоїзди, проте не зупиняються.